# Francisco Villarreal Torres
Francisco Villarreal Torres (Ciudad Juárez, Chihuahua, 1930 - ib., 24 de marzo de 1996) fue un político y luchador social chihuahuense, miembro del Partido Acción Nacional, fue miembro fundador de diversas instituciones benéficas y presidente municipal de Ciudad Juárez. 
Francisco Villarreal inició su actividad política como activista político de las Campañas panistas en Ciudad Juárez, fue muy cercano a personajes como Francisco Barrio Terrazas, por lo que después de las Elecciones de 1986, mantuvo una huelga de hambre al igual que Luis H. Álvarez para exigir la limpieza de dichas elecciones. Posteriormente en 1992 fue candidato a la Presidencia Municipal de Ciudad Juárez, resultando electo al mismo tiempo que el PAN ganaba la Gubernatura del estado, su administración se caracterizó por la nutrida Obra Pública realizada, sobre todo en cuestión de infraestructura carretera, así como por el gran desarrollo de la Industria maquiladora, también durante su administración se mantuvieron conflictos con el Gobierno Federal por las exigencias del Gobierno Municipal a la Federación, a que este último que le retribuyera a los municipios fronterizos el dinero que cobra por concepto de peaje en los cruces hacia los Estados Unidos. Ante la inercia del Gobierno Federal, el entonces Presidente Municipal decidió instalar casetas de peaje a las afueras de los Puentes Internacionales para de esa manera obtener dichos recursos necesarios, acciones que fueron ampliamente respaldas por la consciente sociedad Juarense. Estas acciones, a su vez, fueron motivo de su encarcelamiento por instrucciones del Gobierno Federal, convirtiéndose así en el único Alcalde preso en funciones, al salir se declaró de nuevo en huelga de hambre, para de esa manera continuar con su lucha por un trato justo de la Federación hacia los municipios fronterizos.
Falleció el 24 de marzo de 1996 en su natal Ciudad Juárez, En su honor existe una transitada Avenida en Ciudad Juárez que lleva su nombre.